# Anahy
Anahy is een gemeente in de Braziliaanse deelstaat Paraná. De gemeente telt 2.926 inwoners (schatting 2009).